# Orca Symphony No. 1
Orca s podtitulem Symphony No. 1 je první čistě orchestrální a instrumentální album  arménsko-americký zpěváka skupiny System Of A Down Serje Tankiana, někdy se také uvádí, že jde o jeho čtvrté studiové album. Album bylo vydano 25. června 2013 u vydavatelství Serjical Strike Records. Producentem alba byl sám Tankian a jde o jeho první symfonii.  Sample z Act I, Tankian nahrál na SoundCloud, již v květnu 2012.
Tankianovo experimentování s klasickou kompozicí začalo už u projektu Elect the Dead Symphony. Na tomto live albu hrál s Auckland Philharmonia Orchestra přepracované verze svých písní ze svého debutového alba Elect the Dead. 
Orca Symphony No. 1 je však jeho první kompletní symfonií. Album je strukturováno do čtyř aktů, které byly zkomponovány s využitím "netradičních přístupů ke klasické hudbě". Podle Tankiana "je Orca známá jako kosatka, ale ve skutečnosti je to temný delfín, symbol pro lidskou dichotomii."

## Seznam skladeb
| Pořadí         | Název                               | Délka |
| -------------- | ----------------------------------- | ----- |
| 1.             | Act I - Victorious Orcinus          | 8:45  |
| 2.             | Act II - Oceanic Subterfuge         | 8:05  |
| 3.             | Act III - Delphinus Capensis        | 7:58  |
| 4.             | Act IV - Lamentation of the Beached | 8:53  |
| Celková délka: | Celková délka:                      | 34:00 |